# جان گری (فیلسوف)
جان گری (به انگلیسی: John Gray) (زادهٔ ۱۷ آوریل ۱۹۴۸) متخصص در فلسفه سیاسی و محقق در زمینه تاریخ نظریه‌ها و استاد بازنشسته مدرسه اقتصاد لندن و دانشگاه آکسفورد است.
جان گری بنیادهای مشترک در اندیشهٔ لیبرال را فرد گرایی، تساوی گرایی (در فرصت‌ها) و جهان گرایی برمی‌شمارد. ویژگی فرد گرا بودن حاکی از تفوق اخلاقیات بر زندگی نوع بشر است و در تقابل با فشار ناشی از جمع گرایی سوسیالیست‌ها پا به عرصهٔ وجود گذاشت. ویژگی تساوی گرا بودن حاکی از همان فلسفهٔ اخلاقی است که تمام افراد باید از موقعیت‌های یکسان برخوردار بوده و به یک میزان –به واسطهٔ انسان بودن- ارزشمند تلقی شوند؛ و ویژگی جهان گرا بودن تأکید می‌کند که تمام انواع بشر علی‌رغم تفاوت‌های فرهنگی و منطقه‌ای با یک دیگر برابرند. از نظر او دموکراسی و بازار آزاد به جای شریک بودن رقیب هم هستند. او معتقد است مالکیت خصوصی مظهر آزادی فردی در ابتدایی‌ترین شکل آن است.
از نظر جهان‌بینی او یک خداناباور و از نظر انسان‌شناسی یک بدبینِ فلسفی است به طوری که اراده آزاد را یک توهم می‌داند و معتقد است که ذات مشترکی بین انسان‌ها که بتواند همچون ذات انسانیت تصور شود و وجه تمایز انسان‌ها از دیگر حیوانات باشد وجود ندارد.

## آثار ترجمه شده به فارسی

### کتاب‌ها
- لیبرالیسم، دو ترجمه: ترجمه سید علیرضا حسینی بهشتی و ترجمه محمد ساوجی
- سگ‌های پوشالی: تأملی در باب انسان و دیگر حیوانات، با ترجمه سامان مرادخانی
- القاعده و معنای مدرن بودن، با ترجمه سهراب خلیلی شورینی
- فلسفه سیاسی آیزایا برلین، با ترجمه خشایار دیهیمی
- فلسفه سیاسی استوارت میل، با ترجمه خشایار دیهیمی
- فلسفه سیاسی فون هایک، با ترجمه خشایار دیهیمی
- فلسفه گربه‌ای: گربه‌ها و معنای زندگی، با ترجمه بهناز دهکردی از نشر لگا

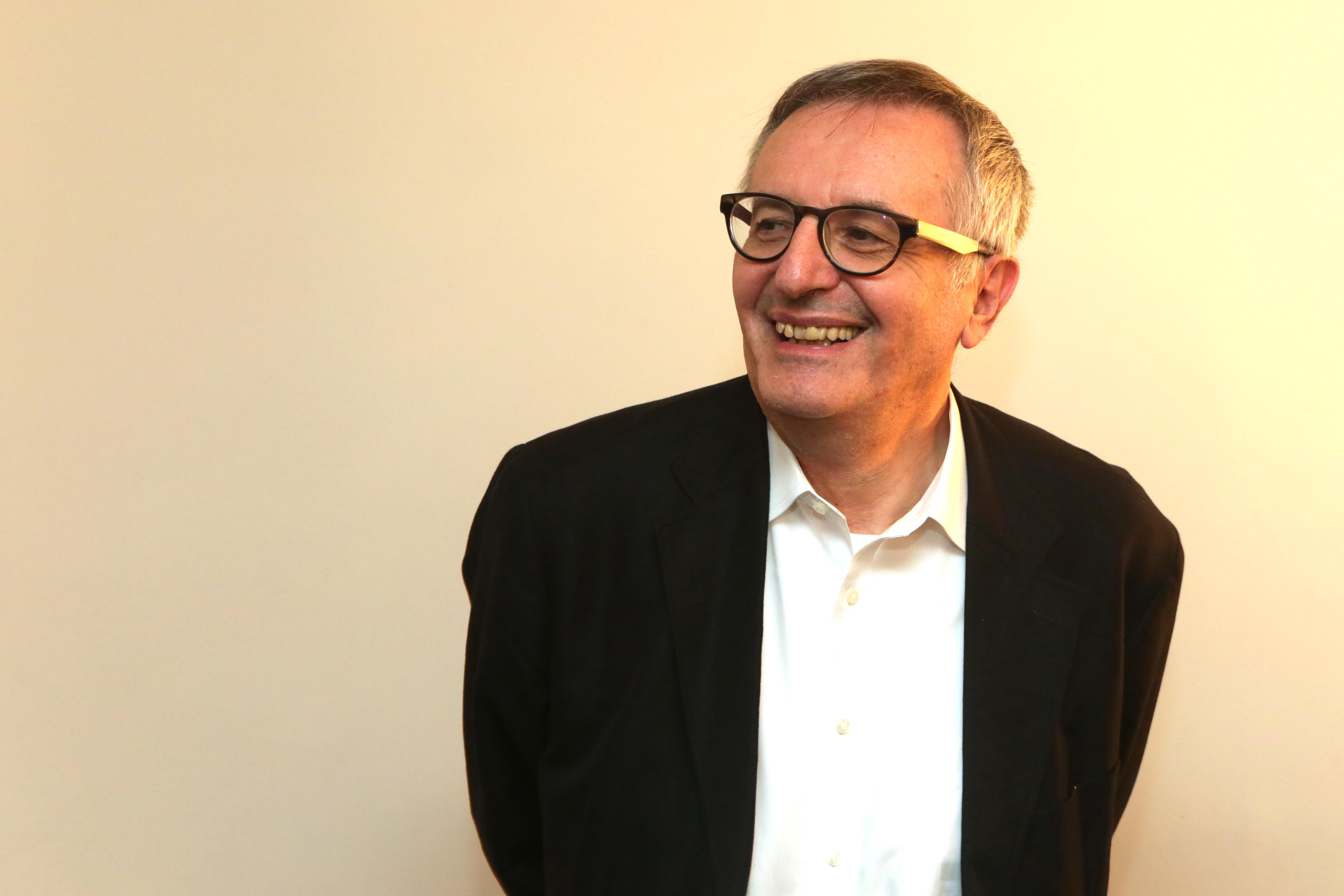
جان گری، فیلسوف سیاسی بریتانیایی

### مقالات
- دیدگاه‌های خشونت‌آمیز اسلاوی ژیژک، با ترجمه آموزشکده توانا
- قاعدهٔ تاریخ وحشی‌گری است نه رفتار متمدنانه، با ترجمه علیرضا شفیعی‌نسب[۴]
- سکولاریسم در نهایت چیزی جز حاشیه‌نویسی بر کتاب مقدس نیست، با ترجمه علی حاتمیان[۵]
- سرمایه‌داری ربطی به آزادی‌های لیبرال نداشته‌است، با ترجمه محمد معماریان[۶]
- ملحدان جدید از چه می‌ترسند؟، با ترجمه مهدی رعنایی[۷]
- زندگی پس از آرماگدون: اثر روانی عمیق جنگ جهانی دوم، با ترجمه سهیل جان‌نثاری[۸]
- دو لیبرالیسم مبتنی بر ترس، ترجمه سارا نجف‌پور[۹]
- قحطی‌های امپریالیستی، گرسنگی‌های سوسیالیستی، ترجمه علی حاتمیان[۱۰]
- درسگفتارهای نیچه دربارهٔ آموزش عالی، ترجمه علی حاتمیان[۱۱]
- لذت‌های پنهانیِ بوروکراسی، ترجمه محمدحسین کازرون[۱۲]
- داستان کافه‌نشینی‌های اگزیستانسیالیستی، ترجمه امیر قاجارگر[۱۳]
- شاید از این هم خوشتان بیاید، ترجمه مینا قاجارگر[۱۴]
- قحطیِ جهانی مسئله‌ای سیاسی است نه اقتصادی، ترجمه علی حاتمیان[۱۵]
- فراموشی: خطر فرهنگ‌هایی که به جنگ گذشتهٔ خودشان می‌روند، ترجمه سهیل جان‌نثاری[۱۶]
- بهشت‌هایی که زشت‌تر از جهنم از آب درآمد، ترجمه میلاد اعظمی‌مرام[۱۷]
- یک اسلاوی ژیژک دیگر؟، ترجمه مجتبی هاتف[۱۸]
- عقل صرفاً بردهٔ احساسات است، ترجمه علی رضا صالحی[۱۹]
- استیون پینکر دربارهٔ خشونت و جنگ اشتباه می‌کند، ترجمه محمد باسط[۲۰]
- ماکیاوللی، هابز، آدام اسمیت: آیا مقصر اصلی این سه نفرند؟، ترجمه محمد باسط[۲۱]
- حرف‌های فیلسوف فرانسوی را بشنو، ولی به آن‌ها عمل نکن، ترجمه محمد باسط[۲۲]
- چرا لیبرال‌ها طرفدار نظریهٔ توطئه شده‌اند؟، ترجمه محمد معماریان[۲۳]